# Amélie Rorty

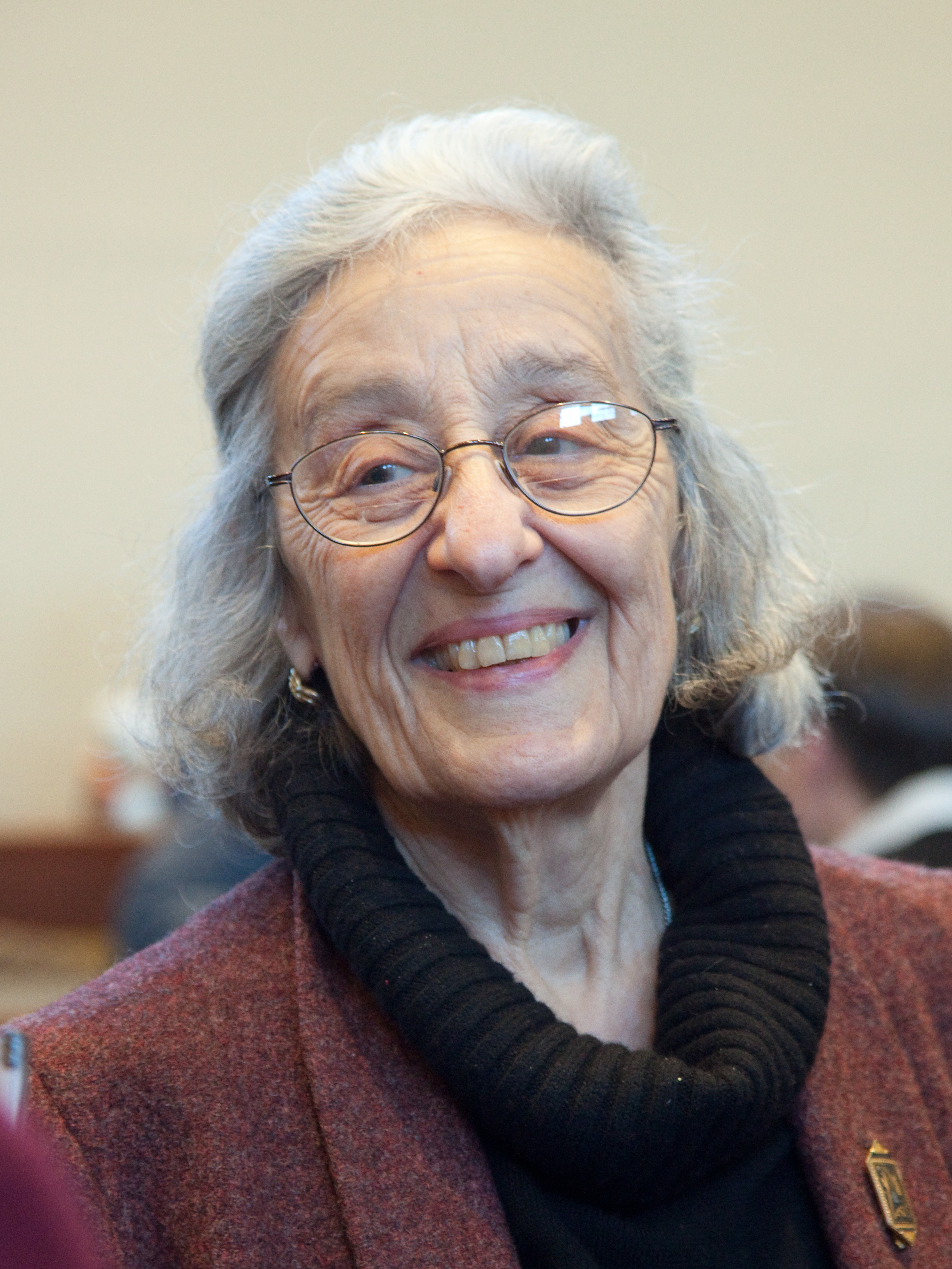
Amélie Rorty (2011)

Amélie Rorty, geborene Oksenberg, häufig Amélie Oksenberg Rorty (* 20. Mai 1932; † 18. September 2020), war eine in Belgien geborene US-amerikanische Philosophin und Philosophiehistorikerin.

## Leben
1932 in Belgien als Tochter der polnischen Juden Klara und Israel Oksenberg geboren, wanderte Oksenberg mit ihren Eltern nach Virginia in den USA aus und wuchs dort auf einer Farm auf. Im Alter von etwa sechzehn Jahren ging sie an die University of Chicago, wo sie 1951 ihren B.A. in Philosophie erwarb. Danach wechselte sie an die Yale University, wo sie 1954 den M.A. mit einer Dissertation A Theory of the Comic erhielt und 1961 mit einer Dissertation Self Reference and the Theory of Error zum Ph.D. promoviert wurde. In dieser Zeit heiratete sie ihren damaligen Kommilitonen Richard Rorty, der von 1952 bis 1956 an der Yale University studierte. Mit ihm hatte sie einen Sohn. Die Ehe wurde 1972 geschieden.

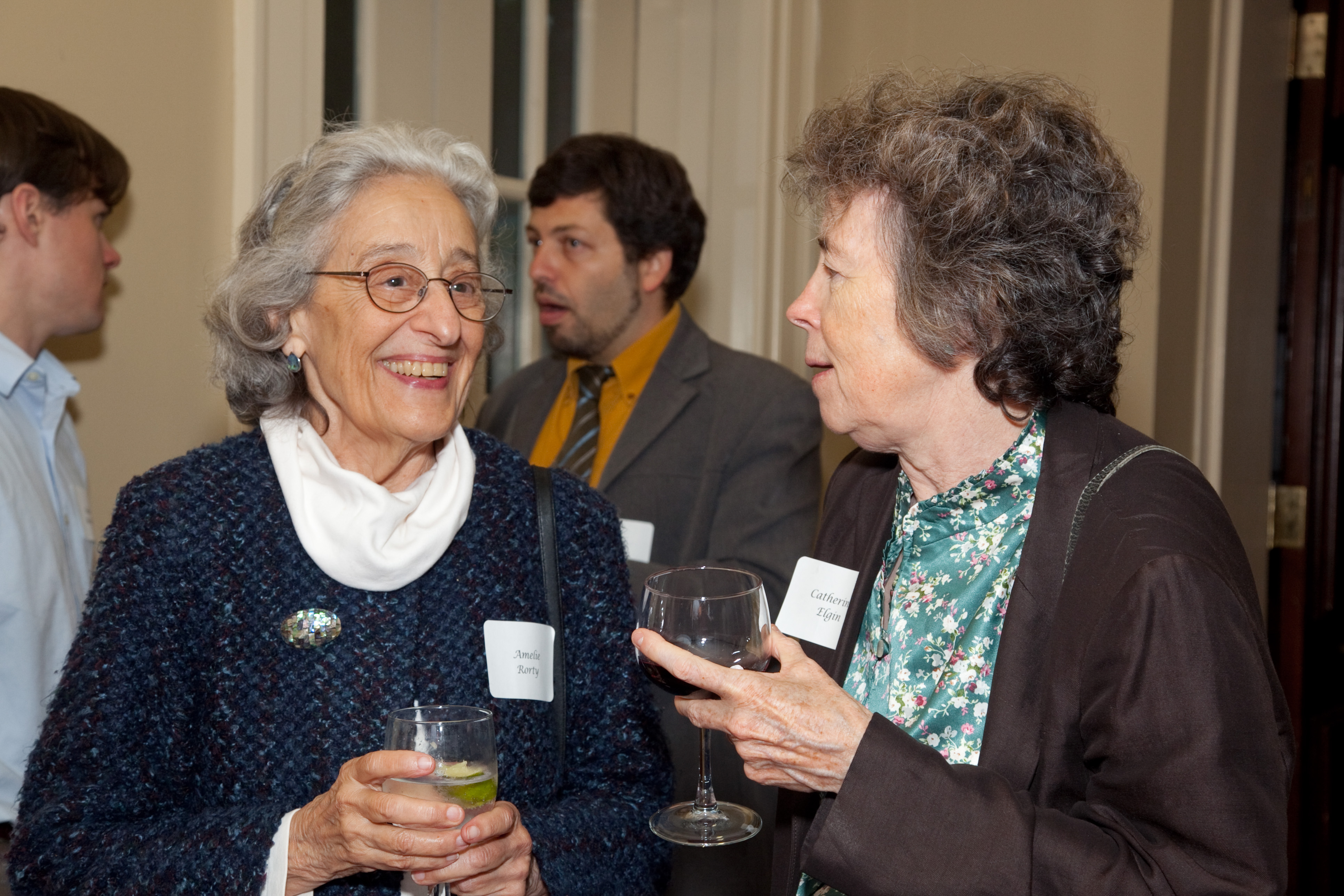
Amélie Rorty (links) und Catherine Elgin

Ihre akademische Laufbahn begann Rorty bereits vor ihrer Promotion als Instructor und Assistant Professor am Wheaton College, Massachusetts (1957–1961). In der Folge war sie zunächst Assistant Professor an der Rutgers University und stieg dort bis zum Distinguished Professor auf (1961–1988). 1984 erwarb sie einen weiteren M.A. im Department of Anthropology der Princeton University und plante eine zweite Ph.D.-Dissertation unter dem Titel Living in Two Moral Worlds. Nach einer Zeit als Visiting Professor an der Boston University (1989–1991) hatte sie eine Professur am Mount Holyoke College inne (1991–1993). Nach einer weiteren Visiting Professorship an der Harvard Graduate School of Education (1993–1995) war sie schließlich bis zu ihrer Emeritierung Professor für History of Ideas an der Brandeis University (1995–2003). Es folgten weitere Gastprofessuren: als Visiting Orick Professor an der Yale University (2003–2004), als Visiting Professor an der Harvard University (2004–2007) und an der Boston University (2008–2013).
Rorty arbeitete zur Philosophie des Geistes, insbesondere zu den Emotionen, zur Geschichte der Philosophie (insbesondere zu Aristoteles und dessen Tugendethik, Poetik, Über die Seele und Rhetorik sowie unter anderen zu Descartes) und zur Moralphilosophie. Auf diesen Gebieten gab sie zahlreiche Sammelbände mit eigenen Beiträgen heraus und veröffentlichte eine große Anzahl von Artikeln. Außerdem war sie Initiatorin und Gesamtherausgeberin der Reihen Modern Studies in Philosophy (Doubleday-Anchor) und Major Thinkers (University of California Press).

## Auszeichnungen (Auswahl)
- 1971–1973: Fellow des King’s College Cambridge
- 1984–1985: Visiting Honorary Research Associate in Philosophie der Harvard University
- 1980–1981: Mitglied des Institute for Advanced Study
- 1990–1991: John Simon Guggenheim Fellow
- 1994–1995: Woodrow Wilson Center Fellow
- 2001–2002: Distinguished Woman Philosopher of the Year der Society for Women in Philosophy
- 2007–2008: Fellow des National Humanities Center

## Schriften (Auswahl)
- Mind in Action. Beacon Press, 1988, Nachdruck als Paperback, 1991
- (Hrsg.): Pragmatic Philosophy. Doubleday, 1966.
- (Hrsg.): The Identities of Persons. University of California Press, 1976.
- (Hrsg.): Explaining Emotions. University of California Press, 1976.
- (Hrsg.): Essays on Aristotle’s Ethics. University of California Press, 1980.
- (Hrsg.): Essays on Descartes’ Meditations. University of California Press, 1986.
- (Hrsg.): Essays on Aristotle’s Poetics. Princeton University Press, Princeton 1992.
- (Hrsg. mit Brian MacLaughlin): Perspectives on Self-Deception. University of California Press, 1988.
- (Hrsg. mit Martha Nussbaum): Essays on Aristotle’s De Anima. Oxford University Press, Oxford 1992.
- (Hrsg. mit Owen Flanagan): Identity, Character and Morality. MIT, 1990.
- (Hrsg.): Essays on Aristotle’s Rhetoric. University of California Press. 1996.
- (Hrsg.): Philosophers on Education: Historical Perspectives. Routledge, London 1998.
- (Hrsg.): The Many Faces of Philosophy. Oxford University Press, Oxford 2000.
- (Hrsg.): The Many Faces of Evil. Routledge, London 2001.
- (Hrsg. mit James Schmidt): Essays on Kant’s Idea for a Universal History. Cambridge University Press, Cambridge 2009.